# Adam Ptáčník
Adam Ptáčník (* 4. Dezember 1985 in Pardubice, Tschechoslowakei) ist ein ehemaliger tschechischer Bahnradsportler.
2003 wurde Adam Ptáčník Dritter der Junioren-Europameisterschaft im Teamsprint, gemeinsam mit Filip Ditzel und Jiří Hochmann, und 2005 erneut in der Klasse U23, dieses Mal mit Ivan Vrba und Alois Kaňkovský. Zudem belegte er Rang drei im Keirin. Bei den nationalen Bahn-Meisterschaften startete er schon in der Elite und wurde tschechischer Vize-Meister im 1000-Meter-Zeitfahren und Dritter im Sprint. 2008 wurde er nationaler Meister im Teamsprint, mit Denis Špička und Tomáš Bábek.
Bei den UEC-Bahn-Europameisterschaften 2010 in Pruszków (Polen) errang Ptáčník im Keirin die Bronzemedaille. 2011 errang er erneut den tschechischen Meistertitel im Teamsprint (mit Filip Ditzel und Denis Špička), belegte im Sprint Rang zwei und im Keirin Rang drei.
2008 startete Adam Ptáčník bei den Olympischen Spielen in Peking; im Sprint belegte er Platz 19 und im Teamsprint (mit Špička und Bábek) Platz elf. 2016 wurde er für die Teilnahme an den Olympischen Spielen in Rio de Janeiro nominiert, wo er aber als Ersatzfahrer nicht zum Einsatz kam. Anschließend beendete er seine Radsportlaufbahn.

## Erfolge
2003
- Junioren-Europameisterschaft – Teamsprint (mit Filip Ditzel und Jiří Hochmann)

2005
- Europameisterschaft – Teamsprint (mit Alois Kaňkovský und Ivan Vrba)
- Europameisterschaft (U23) – Keirin

2008
- Tschechischer Meister – Teamsprint (mit Denis Špička und Tomáš Bábek)

2010
- Europameisterschaft – Keirin

2011
- Tschechischer Meister – Teamsprint (mit Denis Špička und Filip Ditzel)

2013
- Tschechischer Meister – Keirin

2015
- Tschechischer Meister – Keirin